# Rokurokubi

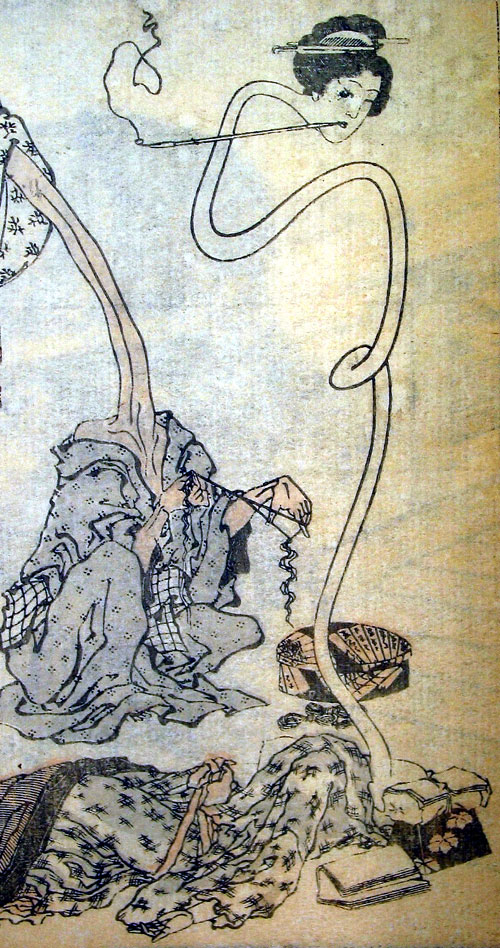
Ilustración de un Rokurokubi.

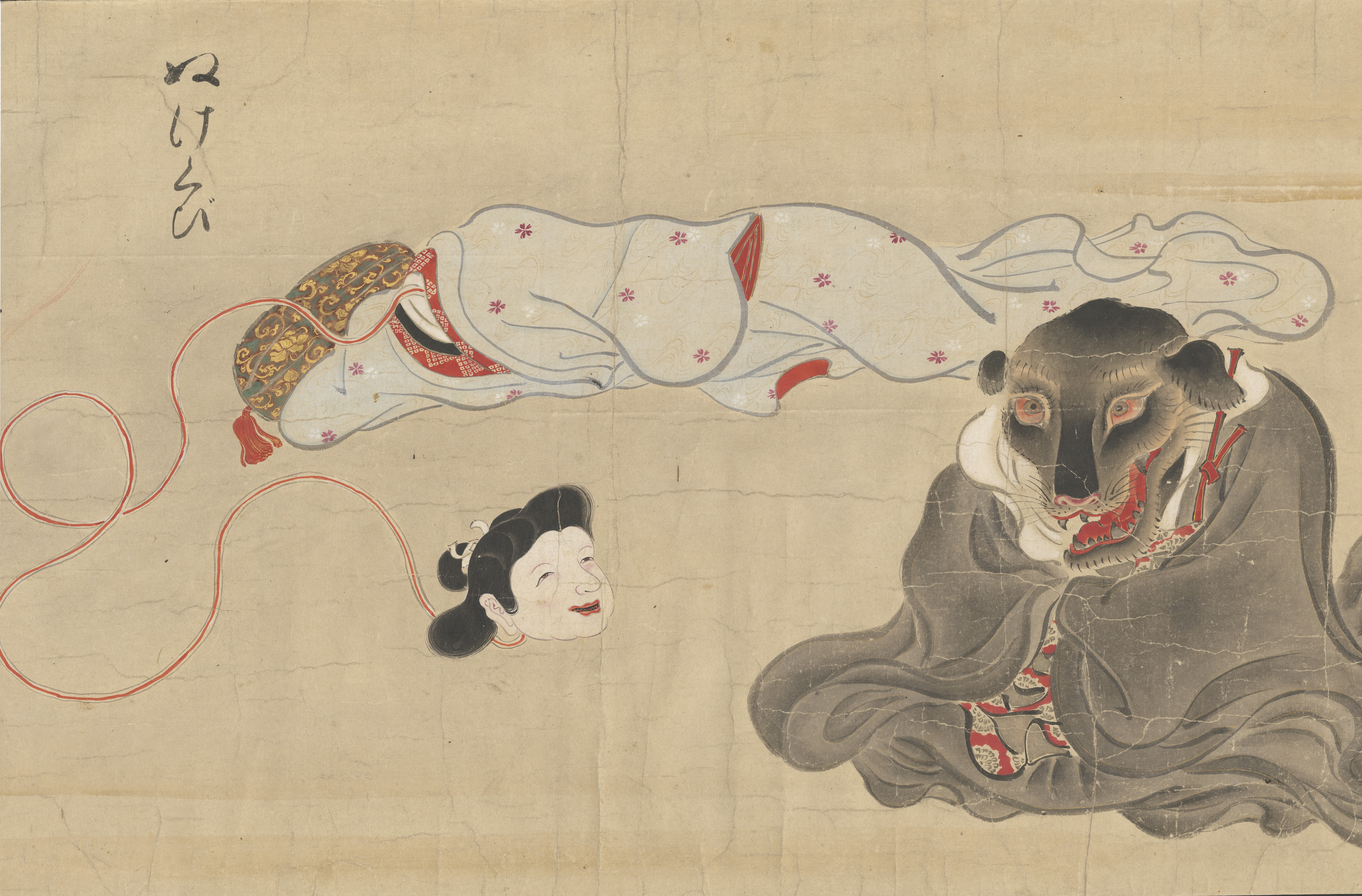
Nukekubi ぬけくひ de Bakemono no e (化物之繪, en 1700)

El Rokurokubi es un yōkai que se encuentra en el folclore japonés. Durante el día parecen seres humanos normales, pero por la noche adquieren la habilidad de estirar su cuello a grandes longitudes como una serpiente. También puede cambiar su rostro al de un espantoso oni ("ogro japonés"), para asustar más a los mortales. 
En su forma humana durante el día, los rokurokubi suelen vivir desapercibidos y pueden tener incluso cónyuges mortales. Muchos rokurokubi están tan acostumbrados a llevar una vida normal que hacen lo imposible para guardar su condición sobrenatural en secreto. Pero son embaucadores por naturaleza, y tienen una necesidad de asustar y espiar a los seres humanos que les es difícil de resistir.  Se dice que uno puede ser un rokurokubi sin conocer su propia naturaleza, creyendo ser seres humanos realmente, y solo se transforman en las noches mientras duermen de manera inconsciente, recordando que al dormir veían la habitación u otros lugares en un ángulo extraño; pensando que fue un simple sueño o una proyección astral. 
A menudo, los rokurokubi son verdaderamente siniestros, ya que pueden llegar incluso a devorar a la gente o beben de su sangre, en lugar de limitarse a asustarlas. Se asemejan a los tanuki por la característica de jugarle bromas a los seres humanos.

## Cultura popular
- En el manga y anime Rosario + Vampire como personaje extra hay un rokurokubi.

- En el anime Jigoku Sensei Nube uno de los estudiantes se transforma en un rokurokubi por accidente.

- En el anime Naruto, el personaje Orochimaru puede estirar su cuello recordando a un rokurokubi.
- En el manga y anime One Piece, Sarahebi, una de las subordinadas del Kurozumi Orochi, es una rokurokubi.

- En el manga Youkai Shoujo - Monsuga uno de los personajes principales es una rokurokubi.

- En el anime manga y videojuego Yo-Kai Watch aparece una rokurokubi.

- En la saga de videojuegos Touhou, el personaje Sekibanki es una rokurokubi.

- En el anime manga y videojuego Demon Slayer, Daki, la luna superior seis, posee la habilidad de que su cuello sea convertida en una faja, que es flexible y se puede estirar en una grande longitud, asimilandose a una rokurokubi.

- En el videojuego de terror de Roblox The Mimic los personajes Megumi y Takane están basados en "Rokurokubi"

- Aparece en la película La Gran Guerra Yokai (The Great Yokai War) de 2005, y es interpretado por la actriz Asumi Miwa.

- En el videojuego MiSide una de las contrapartes de la protagonista (Ugly Mita) tiene esta misma capacidad, haciéndose ver como una rokurokubi.